# Riesenrad

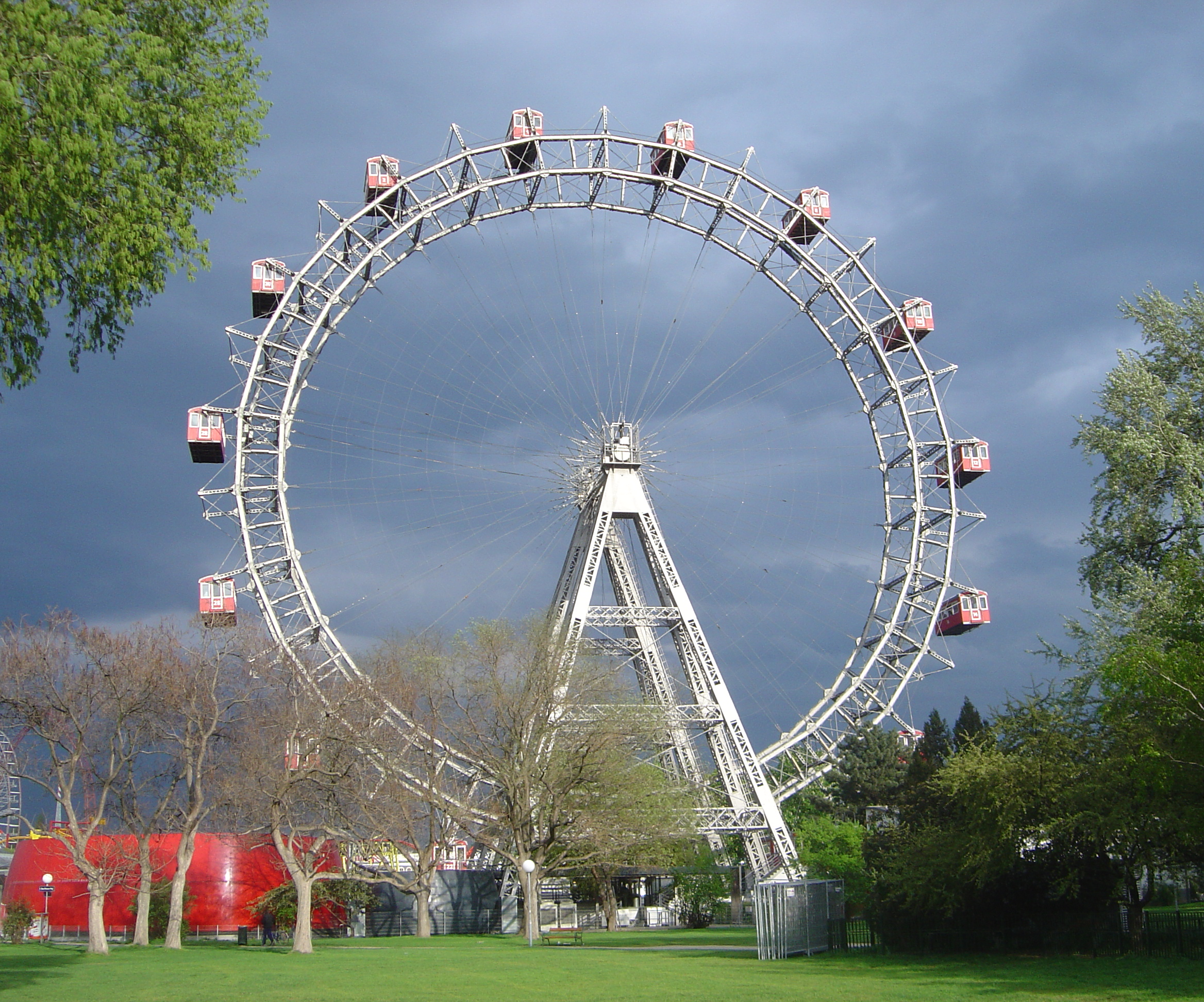
La Riesenrad, vista dall'esterno dell'area del Prater.

La Wiener Riesenrad (la gigantesca ruota viennese in tedesco) o semplicemente Riesenrad è una ruota panoramica che si trova nel grande luna park all'interno del Prater, il più famoso parco di Vienna, che fu un tempo riserva di caccia degli Asburgo.

## Storia
La ruota, alta 64,71 metri, è stata costruita nel 1897, ma è stata gravemente danneggiata da un incendio nel 1945 e in seguito ricostruita. Per non appesantirla, perché già indebolita dall'incendio, sono stati messi 15 vagoni anziché 30. Qui è stato ambientato il film giallo Il terzo uomo, nonché alcune riprese del film 007 Zona pericolo.